# Institutul de Anatomie Iași
Institutul de Anatomie „Ion Iancu” din Iași este o structură de învățământ și cercetare aflată în subordinea Universității de Medicină și Farmacie „Grigore T. Popa” din Iași. Aici este instalată catedra de anatomie și tot aici se desfășoară activitățile de învățământ dedicate anatomiei (cursuri, lucrări practice) pentru studenții primilor doi ani. Institutul de Anatomie dispune de spații de cercetare destinate activității științifice realizate de cadrele didactice ale disciplinei de anatomie. Institutul poartă numele unei mari personalități a vieții medicale și universitare ieșene, profesorul Ion Iancu.
Clădirea Institutului de Anatomie, realizată la inițiativa profesorului Aristide Peride, întemeietorul școlii de anatomie ieșene, a fost concepută în stil neoclasic, după proiectul arhitectului Ștefan Emilian, între 1894 și 1900, având șase coloane dorice care amintesc de arhitectura templelor grecești. Scena de pe fronton a fost sculptată de către Wladimir Hegel și poartă numele Lecția de Anatomie. La momentul inaugurării, edificiul era unic în Europa. Institutul de Anatomie adăpostește piese anatomice de o inestimabilă valoare, aici remarcându-se ecorșeul realizat de sculptorul Constantin Brâncuși.
Clădirea a fost inclusă pe Lista monumentelor istorice din județul Iași din anul 2015, având codul de clasificare  IS-II-m-B-04055.

## Arhitectura
Clădirea Institutului de Anatomie are o formă rectangulară, datorată extinderii realizate după anii '90, și cuprinde trei niveluri: demisol, parter și un etaj. Fațada principală are în partea centrală o terasă strajuită de șase coloane dorice la care se ajunge urcând o scară monumentală. Accesul principal în clădire se realizează de pe acceastă terasă prin intermediul a cinci uși-ferestre.
Frontonul, sculptat de Vladislav Heggel, este situat deasupra terasei și are ca temă Lecția de Anatomie. Personajele centrale, situate în jurul mesei de disecție, sunt Take Ionescu, ministru al instrucțiunii publice din acea epocă, Ștefan Emilian, arhitectul clădirii și profesor la Universitatea din Iași, Neculai Culianu, rector al Universității din Iași (Facultatea de Medicină facând parte, inițial, din Universitatea ieșeană) și doctorul Aristide Peride, decan al Facultății de Medicină. Cadavrul de pe masa de disecție poartă chipul sculptorului Vladislav Heggel.
Clădirea cuprinde un amfiteatru, numeroase săli de disecție, spații de cercetare, camere frigorifice.

## Directori ai Institutului
În decursul timpului Institutul de Anatomie a fost condus de personalități ale vieții medicale și universitare precum Francisc Iosif Rainer, Grigore T. Popa și Ion Iancu.

### Prof. Dr. Grigore T. Popa
Un mare reprezentant al anatomiei ieșene, care a lucrat la Institutul de Anatomie, a fost Prof. Dr. Grigore T. Popa (n. 1 mai 1892, Șurănești, Vaslui, d. 18 iulie 1948, București), patronul spiritual al universității medicale ieșene, una din acele rare figuri din istoria medicinii și a culturii care și-a impus prezența în conștiința multora. 
Grigore T. Popa a fost un pionier al neuroendocrinologiei, cu o largă recunoaștere internațională. Profesor al Facultăților de Medicină din Iași și București a dezvoltat domeniul anatomiei funcționale. În domeniul neuroendocrinologiei a făcut trei descoperiri de o importanță covârșitoare: sistemul vascular de tip port hipotalamo-hipofizar, tanicitele și factorii umorali din lichidul cerebrospinal.

### Profesorul Dr. Doc. Ion Iancu
Institutul poartă numele unei mari personalități a vieții medicale și universitare și anume Profesorul Dr. Doc. Ion Iancu (n. 9 noiembrie 1902, Liești, județul Galați, d. 17 mai 1992, Iași. 
A urmat studiile de medicină la Facultatea de Medicină din Iași și, în 1930, devine asistent la Laboratorul de Anatomie Topografică, parcurgând apoi toate gradele didactice până la cel de profesor de anatomie. 
Întors de pe front în 1944, Prof. Dr. Doc. Ion Iancu trece la reconstrucția și reorganizarea Catedrei de Anatomie. Pentru prima dată în istoria Catedrei editează cursuri litografiate cuprinzând toată anatomia umană. 
Prof. Dr. Doc. Ion Iancu a creat o valoroasă școală de anatomie, printre urmașii lui remarcându-se Prof. Dr. Ion Petrovanu, Prof. Dr. Gheorghe Adomnicăi, Prof. Dr. Mircea Chiriac, Prof. Dr. Gheorghe Frasin, care la rândul lor au continuat tradiția profesorului Iancu, fundamentând o școală de anatomie ieșeană, bine cotată pe plan național și internațional.